# Isinda
Isinda (łac. Dioecesis Isindensis) – stolica historycznej diecezji w Cesarstwie Rzymskim, w prowincji Pamfilia, sufragania metropolii Perge. Współcześnie katolickie biskupstwo tytularne położone na terenie Turcji.

## Biskupi
| Lp. | Biskup                                        | Funkcja                                           | Od                | Do                   |
| --- | --------------------------------------------- | ------------------------------------------------- | ----------------- | -------------------- |
| 1.  | Peter Augustine O'Neill OSB                   | biskup senior Port Louis (Mauritius)              | 26 listopada 1909 | 6 listopada 1911     |
| 2.  | Marcelin-Charles Marty                        | biskup koadiutor Nîmes (Francja)                  | 14 lipca 1919     | 3 lutego 1921        |
| 3.  | Emanuel-Anatole-Raphaël Chaptal de Chanteloup | biskup pomocniczy paryski (Francja)               | 20 lutego 1922    | 27 maja 1943         |
| 4.  | Leonardo José Rodriguez Ballón OFM            | biskup pomocniczy Limy (Peru)                     | 30 grudnia 1912   | 6 lipca 1945         |
| 5.  | Leo-Jozef Suenens                             | biskup pomocniczy mecheleńsko-brukselski (Belgia) | 12 listopada 1945 | 24 listopada 1961    |
| 6.  | Joseph William Regan MM                       | prałat terytorialny Tagum (Filipiny)              | 1 lutego 1962     | 24 października 1994 |